# Linhas vermelhas na Guerra Russo-Ucraniana
O termo "linhas vermelhas" tem sido usado durante a invasão russa à Ucrânia em 2022 como uma forma de ameaça velada. A Rússia emprega essa expressão para alertar a OTAN e outros adversários sobre o risco de interferência no conflito, indicando que cruzar essa "linha vermelha" seria inaceitável.

## As linhas vermelhas russas
Para a Rússia, cruzar uma linha vermelha geralmente significa causar danos aos interesses nacionais russos. Exemplos disso incluem a imposição de sanções, o congelamento de fundos da Rússia ou de nações aliadas e a doação de equipamentos militares a adversários ou terceiros.
Em junho de 2023, o presidente Putin afirmou que a Rússia continuaria respondendo a violações de suas linhas vermelhas. Ele tem sido consistente ao declarar que a ameaça de ação nuclear seria considerada apenas no caso de uma violação desse limite que representasse uma ameaça existencial ao Estado russo.

### Linhas vermelhas russas
| Date notified | Red line                                                          | Date crossed          | Ref.                    |
| ------------- | ----------------------------------------------------------------- | --------------------- | ----------------------- |
| 2014          | Incursões militares ucranianas na Crimeia                         | 23 de Agosto, 2023    | [ 1 ] [ 2 ]             |
| Setembro 2021 | Ucrania entrar para a OTAN                                        | Não foi cruzada ainda | [ 3 ] [ 2 ] [ 4 ]       |
| Setembro 2021 | Infraestrutura militar da OTAN não deve ser implantada na Ucrânia | Não foi cruzada ainda | [ 3 ] [ 2 ] [ 4 ]       |
| Setembro 2021 | Sem envio de soldados para a Ucrânia                              | 12 de Abril, 2023     | [ 5 ] [ 4 ] [ 6 ] [ 7 ] |
| Dezembro 2021 | Sem envio de armas para a Ucrânia                                 | Fevereiro de 2022     | [ 5 ] [ 8 ] [ 9 ]       |

      Linhas ainda vigorando
1. ↑  «Ukrainian Intelligence Announces Landing Operation in Crimea». Live UA Map
2. 1 2 3  «Russia's "ultimate" red line is as hollow as the first ten». 3 de outubro de 2023
3. 1 2  «Ukraine: Russia's "red line"». 18 de fevereiro de 2022
4. 1 2 3  «NATO expansion in Ukraine a 'red line' for Putin, Kremlin says». 27 de setembro de 2021
5. 1 2  «Putin's 'red line' over Ukraine: a new test of European and transatlantic resolve». Dezembro de 2021
6. ↑  Adams, Paul (12 de abril de 2023). «Ukraine war: Leak shows Western special forces on the ground». BBC. Consultado em 19 de março de 2024
7. ↑  Sabbagh, Dan; Connolly, Kate (4 de março de 2024). «British soldiers 'on the ground' in Ukraine, says German military leak». The Guardian. Consultado em 19 de março de 2024
8. ↑  «Who supplies weapons to Ukraine?». Deutsche Welle. 14 de fevereiro de 2022
9. ↑  «NATO Countries Pour Weapons Into Ukraine, Risking Conflict With Russia». 2 de março de 2022